# Катилин, Алексей Николаевич
Алексей Николаевич Катилин (род. 1926 год, Курская губерния) — передовик производства, экскаваторщик. Герой Социалистического Труда (1962).

## Биография
Родился в 1926 году в крестьянской семье в Курской губернии. 
После окончания ремесленного училища отправился в Приморский край на работу на Приморскую железную дорогу. В 1944 году окончил курсы экскаваторщиков. С 1947 года заведующий заготовительного пункта в Томской области. 
С 1951 года работал Томске-7 в управлении строительной механизации управления «Химстрой», которое занималось строительством секретных объектов Сибирского химического комбината Министерства среднего машиностроения СССР. Внёс несколько рационализаторских предложений, в результате которых увеличилась производительность труда. За выдающиеся достижения в работе был удостоен в 1962 году звания Героя Социалистического Труда.

## Награды
- Герой Социалистического Труда — указом Президиума Верховного Совета СССР от 7 марта 1962 года
- Орден Ленина (1962)
- Орден Трудового Красного Знамени (1956)